# Han del Nord
Il regno Han del Nord (o degli Han settentrionali) (北漢T, 北汉S, Běi HànP) era uno stato cinese del periodo delle Cinque Dinastie e dei Dieci Regni. Fu fondato da Liu Min (劉旻), precedentemente noto come Liu Chong (劉崇), e durò dal 951 al 979.

## Fondazione degli Han del Nord
Lo stato dalla breve vita degli Han posteriori cadde nel 950. Liu Min fondò il regno Han del Nord (a volte designato anche come Han orientali) nel 951 asserendo che egli era l'erede legittimo al trono imperiale degli Han posteriori. Liu Min restaurò immediatamente la tradizionale relazione con i Kitai, che avevano fondato la dinastia Liao.
Le fonti sono in conflitto riguardo all'origine degli imperatori Han posteriori e Han settentrionali; alcune indicano un'ascendenza shatuo sinizzata, mentre un'altra sostiene che gli imperatori rivendicavano un'ascendenza cinese Han patrilineare.

## Estensione territoriale
L'Han del Nord era un piccolo regno localizzato nello Shanxi con la capitale situata a Taiyuan. Lo Shanxi era una tradizionale base di potere fin dagli ultimi giorni della dinastia Tang alla fine del IX e all'inizio del X secolo. Era incuneato tra le due maggiori potenze dell'epoca, la dinastia Liao a nord e la dinastia Song a sud. Condivideva anche un confine con il regno tangut degli Xia occidentali.

## Cuneo tra Liao e Song
L'esistenza degli Han del Nord era una dei due maggiori punti di frizione nelle relazioni tra la dinastia Liao e la dinastia Song, l'altro essendo il possesso continuato delle Sedici prefetture da parte della dinastia Liao. Gli Han settentrionali si erano posti sotto la protezione dei Liao.
L'imperatore Taizu riuscì quasi a completare l'incorporazione dei regni meridionali nella dinastia Song alla sua morte nel 976. Suo fratello minore, l'imperatore Taizong, volle emulare i successi di suo fratello maggiore. Il Wuyue fu annesso al regno nel 978.

## Caduta degli Han del Nord
Reso baldanzoso dal suo successo nel sud, l'imperatore Taizong decise di lanciarsi in una campagna per distruggere finalmente gli Han del Nord. Conducendo l'esercito egli stesso, portò le sue forze fino alla capitale degli Han del Nord, Taiyuan, che fu posta sotto assedio in giugno. Una iniziale forza di soccorso inviata dai Liao fu facilmente sconfitta dai Song. Dopo un assedio di due mesi, il capo degli Han settentrionali si arrese e il regno fu incorporato nella dinastia Song.

## Sovrani
| Nomi templari (Miao Hao 廟號) | Nomi postumi (Shi Hao 諡號) | Nomi personali      | Periodo dei regni | Nomi delle ere (Nian Hao 年號) e intervallo di anni relativo |
| ----------------------------- | --------------------------- | ------------------- | ----------------- | ------------------------------------------------------------ |
| 世祖 Shìzǔ                    | 神武帝 Shénwǔdì             | Liu Min (劉旻)      | 951–954           | Qiányòu (乾祐) 951–954                                       |
| 睿宗 Ruìzōng                  | 孝和帝 Xiàohédì             | Liu Jun (劉鈞)      | 954–968           | Qiányòu (乾祐) 954–957 Tiānhuì (天會) 957–968                |
| 少主 Shàozhǔ                  | Non esisteva                | Liu Ji'en (劉繼恩)  | 968               | Non esisteva                                                 |
| Non esisteva                  | 英武帝 Yīngwǔdì             | Liu Jiyuan (劉繼元) | 968–979           | Guǎngyùn (廣運) 968–979                                      |

## Alberi genealogici dei sovrani
- Imperatori Han posteriori;      - Imperatori Han settentrionali 
|                                                |                                                |                                                |                                                |                                                |                                                |  |  |  |  |                             |                             |                             |                             |                             |                             |  |  |  |  |                                           |                                           |                                           |                                           |                                           |                                           |  |  |               |               |               |               |                                         |                                         |                                         |                                         | adottato                                |                                         |               |               |                                                  |                                                  |                                                  |                                                  |                                                  |                                                  |              |              |              |              |  |  |  |  |  |  |  |  |  |  |  |  |
|                                                |                                                |                                                |                                                |                                                |                                                |  |  |  |  |                             |                             |                             |                             |                             |                             |  |  |  |  |                                           |                                           |                                           |                                           |                                           |                                           |  |  |               |               |               |               |                                         |                                         |                                         |                                         | Matrimonio                              |                                         |               |               |                                                  |                                                  |                                                  |                                                  |                                                  |                                                  |              |              |              |              |  |  |  |  |  |  |  |  |  |  |  |  |
|                                                |                                                |                                                |                                                |                                                |                                                |  |  |  |  |                             |                             |                             |                             |                             |                             |  |  |  |  |                                           |                                           |                                           |                                           |                                           |                                           |  |  |               |               |               |               |                                         |                                         |                                         |                                         |                                         |                                         |               |               |                                                  |                                                  |                                                  |                                                  |                                                  |                                                  |              |              |              |              |  |  |  |  |  |  |  |  |  |  |  |  |
|                                                |                                                |                                                |                                                |                                                |                                                |  |  |  |  |                             |                             |                             |                             |                             |                             |  |  |  |  |                                           |                                           |                                           |                                           |                                           |                                           |  |  |               |               |               |               |                                         |                                         |                                         |                                         |                                         |                                         |               |               |                                                  |                                                  |                                                  |                                                  |                                                  |                                                  |              |              |              |              |  |  |  |  |  |  |  |  |  |  |  |  |
|                                                |                                                |                                                |                                                |                                                |                                                |  |  |  |  | Liu Tian 劉琠 Xianzu 显祖   |                             |                             |                             |                             |                             |  |  |  |  |                                           |                                           |                                           |                                           |                                           |                                           |  |  |               |               |               |               |                                         |                                         |                                         |                                         |                                         |                                         |               |               |                                                  |                                                  |                                                  |                                                  |                                                  |                                                  |              |              |              |              |  |  |  |  |  |  |  |  |  |  |  |  |
|                                                |                                                |                                                |                                                |                                                |                                                |  |  |  |  |                             |                             |                             |                             |                             |                             |  |  |  |  |                                           |                                           |                                           |                                           |                                           |                                           |  |  |               |               |               |               |                                         |                                         |                                         |                                         |                                         |                                         |               |               |                                                  |                                                  |                                                  |                                                  |                                                  |                                                  |              |              |              |              |  |  |  |  |  |  |  |  |  |  |  |  |
|                                                |                                                |                                                |                                                |                                                |                                                |  |  |  |  |                             |                             |                             |                             |                             |                             |  |  |  |  |                                           |                                           |                                           |                                           |                                           |                                           |  |  |               |               |               |               |                                         |                                         |                                         |                                         |                                         |                                         |               |               |                                                  |                                                  |                                                  |                                                  |                                                  |                                                  |              |              |              |              |  |  |  |  |  |  |  |  |  |  |  |  |
| Liu Zhiyuan 劉知遠 895–948 Gaozu 高祖 947–948  | Liu Zhiyuan 劉知遠 895–948 Gaozu 高祖 947–948  | Liu Zhiyuan 劉知遠 895–948 Gaozu 高祖 947–948  | Liu Zhiyuan 劉知遠 895–948 Gaozu 高祖 947–948  | Liu Zhiyuan 劉知遠 895–948 Gaozu 高祖 947–948  | Liu Zhiyuan 劉知遠 895–948 Gaozu 高祖 947–948  |  |  |  |  |                             |                             |                             |                             |                             |                             |  |  |  |  | Liu Min 劉旻 895–954 Shizu 世祖 951–954   | Liu Min 劉旻 895–954 Shizu 世祖 951–954   | Liu Min 劉旻 895–954 Shizu 世祖 951–954   | Liu Min 劉旻 895–954 Shizu 世祖 951–954   | Liu Min 劉旻 895–954 Shizu 世祖 951–954   | Liu Min 劉旻 895–954 Shizu 世祖 951–954   |  |  |               |               |               |               |                                         |                                         |                                         |                                         |                                         |                                         |               |               |                                                  |                                                  |                                                  |                                                  |                                                  |                                                  |              |              |              |              |  |  |  |  |  |  |  |  |  |  |  |  |
| Liu Zhiyuan 劉知遠 895–948 Gaozu 高祖 947–948  | Liu Zhiyuan 劉知遠 895–948 Gaozu 高祖 947–948  | Liu Zhiyuan 劉知遠 895–948 Gaozu 高祖 947–948  | Liu Zhiyuan 劉知遠 895–948 Gaozu 高祖 947–948  | Liu Zhiyuan 劉知遠 895–948 Gaozu 高祖 947–948  | Liu Zhiyuan 劉知遠 895–948 Gaozu 高祖 947–948  |  |  |  |  |                             |                             |                             |                             |                             |                             |  |  |  |  | Liu Min 劉旻 895–954 Shizu 世祖 951–954   | Liu Min 劉旻 895–954 Shizu 世祖 951–954   | Liu Min 劉旻 895–954 Shizu 世祖 951–954   | Liu Min 劉旻 895–954 Shizu 世祖 951–954   | Liu Min 劉旻 895–954 Shizu 世祖 951–954   | Liu Min 劉旻 895–954 Shizu 世祖 951–954   |  |  |               |               |               |               |                                         |                                         |                                         |                                         |                                         |                                         |               |               |                                                  |                                                  |                                                  |                                                  |                                                  |                                                  |              |              |              |              |  |  |  |  |  |  |  |  |  |  |  |  |
|                                                |                                                |                                                |                                                |                                                |                                                |  |  |  |  |                             |                             |                             |                             |                             |                             |  |  |  |  |                                           |                                           |                                           |                                           |                                           |                                           |  |  |               |               |               |               |                                         |                                         |                                         |                                         |                                         |                                         |               |               |                                                  |                                                  |                                                  |                                                  |                                                  |                                                  |              |              |              |              |  |  |  |  |  |  |  |  |  |  |  |  |
| Liu Chengyou 劉承祐 931–951 Yindi 隱帝 948–951 | Liu Chengyou 劉承祐 931–951 Yindi 隱帝 948–951 | Liu Chengyou 劉承祐 931–951 Yindi 隱帝 948–951 | Liu Chengyou 劉承祐 931–951 Yindi 隱帝 948–951 | Liu Chengyou 劉承祐 931–951 Yindi 隱帝 948–951 | Liu Chengyou 劉承祐 931–951 Yindi 隱帝 948–951 |  |  |  |  | Liu Yun 劉贇 m. 951; r. 950 | Liu Yun 劉贇 m. 951; r. 950 | Liu Yun 劉贇 m. 951; r. 950 | Liu Yun 劉贇 m. 951; r. 950 | Liu Yun 劉贇 m. 951; r. 950 | Liu Yun 劉贇 m. 951; r. 950 |  |  |  |  | Liu Jun 劉钧 926–968 Ruizong 睿宗 954–968 | Liu Jun 劉钧 926–968 Ruizong 睿宗 954–968 | Liu Jun 劉钧 926–968 Ruizong 睿宗 954–968 | Liu Jun 劉钧 926–968 Ruizong 睿宗 954–968 | Liu Jun 劉钧 926–968 Ruizong 睿宗 954–968 | Liu Jun 劉钧 926–968 Ruizong 睿宗 954–968 |  |  | Xue Zhao 薛钊 | Xue Zhao 薛钊 | Xue Zhao 薛钊 | Xue Zhao 薛钊 | Xue Zhao 薛钊                           | Xue Zhao 薛钊                           |                                         |                                         | Dama Liu 劉氏                           | Dama Liu 劉氏                           | Dama Liu 劉氏 | Dama Liu 劉氏 | Dama Liu 劉氏                                    | Dama Liu 劉氏                                    |                                                  |                                                  | Sig. He 何某                                     | Sig. He 何某                                     | Sig. He 何某 | Sig. He 何某 | Sig. He 何某 | Sig. He 何某 |  |  |  |  |  |  |  |  |  |  |  |  |
| Liu Chengyou 劉承祐 931–951 Yindi 隱帝 948–951 | Liu Chengyou 劉承祐 931–951 Yindi 隱帝 948–951 | Liu Chengyou 劉承祐 931–951 Yindi 隱帝 948–951 | Liu Chengyou 劉承祐 931–951 Yindi 隱帝 948–951 | Liu Chengyou 劉承祐 931–951 Yindi 隱帝 948–951 | Liu Chengyou 劉承祐 931–951 Yindi 隱帝 948–951 |  |  |  |  | Liu Yun 劉贇 m. 951; r. 950 | Liu Yun 劉贇 m. 951; r. 950 | Liu Yun 劉贇 m. 951; r. 950 | Liu Yun 劉贇 m. 951; r. 950 | Liu Yun 劉贇 m. 951; r. 950 | Liu Yun 劉贇 m. 951; r. 950 |  |  |  |  | Liu Jun 劉钧 926–968 Ruizong 睿宗 954–968 | Liu Jun 劉钧 926–968 Ruizong 睿宗 954–968 | Liu Jun 劉钧 926–968 Ruizong 睿宗 954–968 | Liu Jun 劉钧 926–968 Ruizong 睿宗 954–968 | Liu Jun 劉钧 926–968 Ruizong 睿宗 954–968 | Liu Jun 劉钧 926–968 Ruizong 睿宗 954–968 |  |  | Xue Zhao 薛钊 | Xue Zhao 薛钊 | Xue Zhao 薛钊 | Xue Zhao 薛钊 | Xue Zhao 薛钊                           | Xue Zhao 薛钊                           |                                         |                                         | Dama Liu 劉氏                           | Dama Liu 劉氏                           | Dama Liu 劉氏 | Dama Liu 劉氏 | Dama Liu 劉氏                                    | Dama Liu 劉氏                                    |                                                  |                                                  | Sig. He 何某                                     | Sig. He 何某                                     | Sig. He 何某 | Sig. He 何某 | Sig. He 何某 | Sig. He 何某 |  |  |  |  |  |  |  |  |  |  |  |  |
|                                                |                                                |                                                |                                                |                                                |                                                |  |  |  |  |                             |                             |                             |                             |                             |                             |  |  |  |  |                                           |                                           |                                           |                                           |                                           |                                           |  |  |               |               |               |               |                                         |                                         |                                         |                                         |                                         |                                         |               |               |                                                  |                                                  |                                                  |                                                  |                                                  |                                                  |              |              |              |              |  |  |  |  |  |  |  |  |  |  |  |  |
|                                                |                                                |                                                |                                                |                                                |                                                |  |  |  |  |                             |                             |                             |                             |                             |                             |  |  |  |  |                                           |                                           |                                           |                                           |                                           |                                           |  |  |               |               |               |               |                                         |                                         |                                         |                                         |                                         |                                         |               |               |                                                  |                                                  |                                                  |                                                  |                                                  |                                                  |              |              |              |              |  |  |  |  |  |  |  |  |  |  |  |  |
|                                                |                                                |                                                |                                                |                                                |                                                |  |  |  |  |                             |                             |                             |                             |                             |                             |  |  |  |  |                                           |                                           |                                           |                                           |                                           |                                           |  |  |               |               |               |               | Liu Jien 劉继恩 m. 968 Shaozhu 少主 968 | Liu Jien 劉继恩 m. 968 Shaozhu 少主 968 | Liu Jien 劉继恩 m. 968 Shaozhu 少主 968 | Liu Jien 劉继恩 m. 968 Shaozhu 少主 968 | Liu Jien 劉继恩 m. 968 Shaozhu 少主 968 | Liu Jien 劉继恩 m. 968 Shaozhu 少主 968 |               |               | Liu Jiyuan 劉继元 m. 992 Yingwudi 英武帝 968–979 | Liu Jiyuan 劉继元 m. 992 Yingwudi 英武帝 968–979 | Liu Jiyuan 劉继元 m. 992 Yingwudi 英武帝 968–979 | Liu Jiyuan 劉继元 m. 992 Yingwudi 英武帝 968–979 | Liu Jiyuan 劉继元 m. 992 Yingwudi 英武帝 968–979 | Liu Jiyuan 劉继元 m. 992 Yingwudi 英武帝 968–979 |              |              |              |              |  |  |  |  |  |  |  |  |  |  |  |  |